# Љиљана
Љиљана је женско словенско име, изведено од назива биљке „љиљан“. Избор таквог имена представља жељу родитеља да дете буде пре свега лепо, нежно, љупко, префињено. Према једном тумачењу, име је преузето из енглеског језика, односно представља превод имена Lilian.

## Популарност
У Србији је у периоду од 2003. до 2005. ово име било међу првих сто по популарности, а занимљиво је да је у јужној Аустралији ово име било на 1.562. месту 2007. године.

## Изведена имена
Од овог имена изведена су имена Лилијана, Лила и Љиља.